# Davyd Arachamija
Davyd Heorhiovytsj Arachamija (Georgisch: დავით გიორგის ძე არახამია, Oekraïens: Давид Георгійович Арахамія) (Sotsji, 23 mei 1979), ook bekend onder het pseudoniem David Braun, is een in Rusland geboren Oekraïens politicus en ondernemer. Hij is lid van de politieke partij Dienaar van het Volk. Arachamija werd in 2019 verkozen in het Oekraïens parlement, en op 29 augustus 2019 aangesteld tot fractieleider van zijn partij.
Arachamija werd geboren op 23 mei 1979 in Sotsji, Rusland, en woonde in Gagra, Abchazië (Georgië) tot hij in 1992, op de vlucht voor de oorlog daar, met zijn ouders verhuisde naar Mykolajiv, Oekraïne. Hij studeerde in Kiev en in Londen, en stichtte nadien enkele IT-bedrijven. In maart 2014, bij het uitbreken van de oorlog in Oost-Oekraïne, startte hij met fondsenwerving voor de plaatselijke luchtlandingstroepen.
Hij begon zijn politieke carriàre als adviseur bij de Oblast Mykolajiv, en stroomde van daaruit door naar de nationale politiek, binnen de partij van president Zelensky, Dienaar van het Volk.
Arachamija leidde de Oekraïense delegatie bij de eerste Russisch-Oekraïense vredesonderhandelingen sinds 2022. In een tv-interview van november 2023 herinnerde hij eraan dat Rusland bij die onderhandelingen aanbood de invasie te beëindigen als Oekraïne zijn ambities om lid te worden van de NAVO liet varen.